# Tulipa regelii
Tulipa regelii là một loài thực vật có hoa trong họ Liliaceae. Loài này được Krasn. miêu tả khoa học đầu tiên năm 1887.